# K. Ross Stevenson
Pour les articles homonymes, voir Stevenson.
Kenneth Ross Stevenson (né le 1er octobre 1943) est un homme politique canadien de l'Ontario. Il est député fédéral progressiste-conservateur de la circonscription ontarienne de Durham de 1988 à 1993 et député provincial du progressiste-conservateur de la circonscription ontarienne de Durham—York de 1981 à 1987.

## Biographie
Né à Lindsay en Ontario, Stevenson étudie à l'université de Guelph et de l'université d'État de l'Iowa où il obtient un Ph.D.. Il travaille ensuite comme agriculture et comme professeur à l'université de Guelph.

## Politique

### Provincial
Élu dans la circonscription de Durham—York en 1981. Il sert comme député d'arrière-ban supportant les gouvernements de Bill Davis et de Frank Miller. Réélu en 1985 dans une gouvernement minoritaire, il sert brièvement comme ministre de l'Agriculture et de l'Alimentation (en) avant la défaite progressiste-conservatrice face une motion de confiance amenant au pouvoir une coalition libérale-néo-démocrate.
Dans l'opposition, Stevenson sert comme critique en matière d'Agriculture et d'Alimentation. Il est défait en 1987.

### Fédéral
Élu député progressiste-conservateur dans Durham en 1988, il sert comme député d'arrière-ban supportant les gouvernements de Brian Mulroney et de Kim Campbell. Il est défait en 1993.

## Après la politique
Stevenson devient directeur des programmes stratégiques de l'Institut universitaire de technologie de l'Ontario. En 2003, il soutient la fusion entre les Progressistes-conservateurs avec l'Alliance canadienne pour créer le nouveau Parti conservateur. Il poursuit ensuite comme professeur de l'école d'Ingénierie, de Sciences et Technologies du Durham College (en) d'Oshawa.